# 西原久美子
西原久美子（日语：／ Nishihara Kumiko，1965年4月27日—），日本女性配音員、旁白。出身於神奈川縣茅崎市。青二Production所屬。身高160cm。AB型血。

## 來歷
小學時期，母親帶她去看了劇團四季的音樂劇，從此自己迷上了音樂劇。當她告訴母親這件事時，母親說「妳不能用那個聲音做到這一點」、「妳要做同樣的事情，為什麼不成為一名配音演員呢？也許用你奇怪的聲音？」。然而，由於這只是她眾多夢想之一，她表示自己從未為此努力過。
西原久美子年輕時並沒有意識到自己有一個「奇怪的聲音」。上小學和幼兒園的時候，大家常常一起唱歌，唯獨西原的聲音聽起來很奇怪，但她認為這是機器的錯。直到中學時她才認清自己的聲音，從此有了情結。當她說話時，其他人告訴她「別大驚小怪」和「妳會打破窗戶的」。但她和一位朋友交談並想「我應該去聲優學校嗎」。當時，朋友鼓勵她說「妳可以用那個奇怪的聲音做到這一點」，她想了一會兒「我想就是這樣，這是一個武器」。中學時期加入過籃球社、美術社、吉他社。
高中時期，她加入了話劇社，增強了她對戲劇的熱情。和光大學人文學院文學系時期她就讀於配音學校，得知她的導師肝付兼太要成立劇團21世紀福斯時，肝付兼太直接呼籲她加入。她成為創始成員並從1984年首次演出開始參加。她憑藉3度在《愛麗絲夢遊仙境》裡扮演愛麗絲等角色確立了自己作為主演的地位。大學期間，他曾擔任遊艇社的經理。此後，她在劇團忙得不可開交，離家很遠，文學不適合她，而從大學退學。
由於她本身的聲音沙啞稚氣，入團後立即接受配音工作。
1984年，她作為配音員在《外星小美兒》首次亮相（飾演皮）。然後以《俏皮小百寶》（飾演雪之千金）獲得固定演出。1988年，她以《妳好！淑女小琳》首次獲得主演（飾演琳·羅素）。
2004年出演舞台劇《森乃女學院千一夜物語》之後，離開了劇團21世紀福斯。2006年，她出現在與岡田純子等人組成劇團組合「Liddell Project」，並在首場公演《戀愛戲曲》中出現。緊接著，她出演了劇團遊遊團Blancha★Veil的首場公演《Fractal》，並在退團後開始活躍。身為配音員，她從劇團21世紀福斯開始就隸屬於青二Production，參演了許多作品。

## 人物
她曾出演過多部動畫、外國電影、遊戲、原創影片動畫、CD廣播劇等均有演出。
她演過各種各樣的角色，從女孩到女播音員。她擅長高音和女聲，但當她還是個女孩的時候，她經常因為她的高音而被嘲笑。
興趣：雜技表演。
她經常在作品中唱歌，其中一首曾成為網路熱門話題的歌曲是。這首歌是由遊戲《美少女雀士II》裡的太空兔「牛奶」和「牛奶派」交替變身演唱的。
有飼養一隻迷你臘腸犬、一隻玩具貴賓犬，分別叫「佩羅」和「崁蒂」。
曾在開車時遭遇過多次事故。第一次因頭部流血入院。第二次是咬到了舌頭，一時之間說不出話來。
人生座右銘「我要成為能說出“Que Sera, Sera（順其自然）”的人」。
獨生女。已婚，藝名西原是她的娘家姓。

## 演出
粗體字表示主要角色。

### 電視動畫
時期不明
- 哆啦A夢 (大山羨代版)（忠太郎）

1984年
- 怪貓豬油糕（日语：オヨネコぶーにゃん）（貓辣妹）
- 高帽子的梅莫兒（皮[14]）

1985年
- 小鬼Q太郎 (1985年版)（香織）
- 俏皮小百寶（雪之千金[15]）

1986年
- 甜蜜公主（腰元紀奈子、錦之助、崁蒂、真紀）

1987年
- 超能力魔美（陽子）
- 奇天烈大百科（少年C）
- 狗仔爺爺 (1987年版)（日语：のらくろクン）（1987年—1988年，弘子、小孩B、百合、白雪公主、明明 等）

1988年
- 妳好！淑女小琳（日语：レディ!!#ハロー！レディリン）（琳·羅素[16]）
- Topo Gigio（日语：トッポ・ジージョ）（亞妮妲）

1989年
- 惡魔君（1989年—1990年，幽子、赤喜好[17]）
- 美味大挑戰（小孩B）
- 烏龍少爺（日语：おぼっちゃまくん）（1989年—1992年，用事傳達）
- 昆蟲物語 孤兒哈奇 (重製版)（1989年—1990年，我、真由子、巧可）
- 獸神萊卡（1989年—1990年，道子）
- 超時空遊俠（1989年—1990年，新舞由美[18]）
- 衝鋒四驅郎（河合亞奈、一爪、女學生、男孩子）
- 守護神哈特（日语：まじかるハット）（1989年—1990年，[19]）
- 魔動王Granzort（諾亞）
- 魔法使莎莉 (1989年版)（1989年—1991年，寶蘿[20]）
- 黑色推銷員（社員、松本鈴子）

1990年
- 西瓜皮先生（幸弘）
- NG騎士檸檬汽水&40（南天、樂P）
- 大耳鼠（奇奇、雪人）
- 麵包超人（1990年—2024年，玩具天使〈初代〉、土星妹妹、烤地瓜人〈第3代〉、電池小子、春風小姐、白米妹妹）
- 八百八町表裏 化妝師（日语：八百八町表裏 化粧師）（御久美）
- 七海遊龍（艾爾莎）
- 神通小精靈（1990年—1992年，美莫拉）
- 魔法天使甜蜜薄荷（黛西）
- 夠了！阿太郎 (1990年版)（日语：もーれつア太郎）（雷娜）
- 長腿叔叔（辛蒂·帕特森）
- 勇者凱撒（米安王女）
- 至尊勇者（1990年—1991年，城堡公主）

1991年
- 機甲警察金屬傑克（艾米莉）
- 猜拳人（大天木）
- 太陽勇者火鳥（富田陽子）
- 21衛門（奧汀）
- 閃電霹靂車（舞、少女）
- 意甲小旋風（日语：燃えろ!トップストライカー）（安娜）
- 崔普一家物語（約瑟芬娜）

1992年
- 踢向明天（日语：あしたへフリーキック）（艾蓮娜·羅羅布瑞吉特[21]
- 風中少女 金髮珍妮（茉拉）
- 蠟筆小新（1992年—2019年，酒井忍〈第2代〉、報恩白鶴、向日葵班男孩子、電視女性、SHIN-MEN（日语：SHIN-MEN）向日葵媽媽 等）
- 蕃茄十勇士（木瓜公主）
- 超級聖魔大戰（鬼壯士小米諾斯[22]）
- 南國少年奇小邪（栗子）
- 花的魔法使瑪麗貝爾（碧琪、米黎、羅絲〈少女時期〉、妖精A）
- 魔法公主 明琪桃子 擁抱夢想（日语：魔法のプリンセス ミンキーモモ）（拉美）
- YAWARA！a fashionable judo girl!（女大學生B）
- 看了就會變強 暢快！橫綱動畫 啊啊播磨灘（日语：ああ播磨灘）（理惠、太郎）

1993年
- 機動戰士V鋼彈（女兒）
- GS美神（六道冥子[23]）
- 七龍珠Z（安潔拉）

1994年
- 淘氣貓 喵喵三丁目（少女）
- 頑童歷險記（日语：ハックルベリー・フィン物語）（貝琪）
- 霸王大系龍騎士（莉娜）
- 美少女戰士系列（1994年—1996年，U·朋友、黛安娜）3系列

1995年
- 愛天使傳說（靜）
- 動畫世界的童話（日语：世界名作童話シリーズ ワ〜ォ!メルヘン王国）（瑪莉）
- 怪盜Saint Tail（百合子）
- 新機動戰記鋼彈W（西爾碧兒·諾班塔）
- 熊之噗太郎（日语：クマのプー太郎）（風的女兒）
- 獸戰士卡爾基巴（日语：獣戦士ガルキーバ）（美作莉佳）
- 淘氣小愛神（麗達）

1996年
- 無家可歸的孩子蕾米（妮娜）
- 妖精狩獵者（米莉亞）
- 靈異教師神眉（圖書館的少女幽靈）
- 勇者指令達古王（藤井由里佳）
- 浪客劍心（美橘）
- YAT安心！宇宙旅行（日语：YAT安心!宇宙旅行）（瓦昆、陽媽媽）

1997年
- 蒙面俠蘇洛傳
- 甜心戰士F（亞馬遜豹）
- 少女革命歐蒂娜（高槻枝織）
- 夢之蠟筆王國（貓眼石皇后）

1998年
- 吸血姬美夕（志津子）
- 超魔神英雄傳（忍部咲也[24]）
- 羅德斯島戰記 -英雄騎士傳-（比蘿蒂絲）

1999年
- 神風怪盜貞德（菲·翡雪[25]、帕奎拉毛）

2000年
- 櫻花大戰 (TV動畫)（愛麗絲〈伊莉絲·霞德布莉安〉[26]）
- 警車奇戀（日语：ピポパポパトルくん）（2000年—2001年，帕特、米爾克、美奈子、狗、惠美 等）
- 神奇寶貝（麻琴）

2001年
- 熱帶雨林的爆笑生活（瑪麗）
- 週刊故事樂園（日语：週刊ストーリーランド） 老婆婆系列（日语：謎の老婆）「嚴格的點名簿」（渡邊千繪子）
- 超能奇兵（寺田綾瀨[27]）

2002年
- 數碼寶貝04無限地帶（六翅獸／六翅獸·拉爾巴）
- ONE PIECE（2002年—，小玉、培羅娜、消極鬼魂、貴族女子〈亞霍·茲拉可〉、伍茲）

2003年
- 高橋留美子劇場（愛崎學長的女友）
- 神奇寶貝超世代（直子）
- 真珠美人魚（雪繪）

2004年
- 我們這一家（店員B）
- 名偵探柯南（2004年—2016年，乙澤真美、諏訪山百合香、頓田溫子）
- 森林爺爺與森林小子（日语：愛知万博のマスメディア#アニメ）（狐狸）

2005年
- 槍與劍（志乃）
- 太鼓之達人
- MONSTER（女）

2006年
- 不平衡抽籤 (第2期)（上石神井蓮子）
- 真仙魔大戰（2006年—2007年，超聖神黛安娜）
- 遊☆戲☆王 怪獸之決鬥GX（愛麗絲)

2007年
- 現視研2（上石神井蓮子）
- 旁邊的兒童 我的火腿組（日语：はたらキッズ マイハム組）（二階堂艾莉卡）
- 悲慘世界 少女珂賽特（母親）

2008年
- Yes！光之美少女5GoGo（古莉普公主）
- 黑輪君（日语：おでんくん）（早乙女兔）
- 我的狐仙女友（三珠美乃里）
- 鬼太郎 (第5作)（ぺぺ子、赤魟）
- 波菲的漫長旅程（潔西卡）

2010年
- 櫻桃小丸子 (第2期)（2010年—2012年，老師、久美子、女孩子B）
- 七龍珠改（碧莎）

2011年
- 卡魯魯與不可思議之塔（日语：カルルとふしぎな塔）（皮普）
- Suite 光之美少女♪（克雷仙多）
- 哆啦A夢 (水田山葵版)（OL）

2013年
- DokiDoki！光之美少女（2013年—2014年，夏露露[28]）

2014年
- 大家集合！法爾康學園（日语：みんな集まれ!ファルコム学園）（蓮恩[29]）
- ONE PIECE “3D2Y” 跨越艾斯之死！魯夫與夥伴的誓言（培羅娜）

2015年
- 新妹魔王的契約者（雪菈）2系列
- 大家集合！Falcom 學園SC（日语：みんな集まれ!ファルコム学園）（蓮恩、波奇）

2016年
- 七龍珠超（則卷卡斯拉[30]）

2017年
- 見習神仙精靈（庫倫）

2022年
- POP TEAM EPIC (第2期)（PIPI美〈第10話A段〉[31]）

### 電影動畫
1989年
- 劇場版 惡魔君（赤喜好[32]）

1990年
- 惡魔君：歡迎來到惡魔樂園!!（幽子[33]）
- 哆啦A夢：大雄與惑星之謎（蘿咪）
- 劇場版 魔法使莎莉（寶蘿）

1992年
- 大象列車（波波）
- 神通小精靈：喜歡，喜歡，我喜歡章魚燒！（日语：まじかる☆タルるートくん すき・すき タコ焼きっ!）（美莫拉）

1994年
- 酸梅星王子：來自宇宙的盡頭～乓啪囉乓！（河合美代子）
- 劇場版 GS美神（六道冥子）

1995年
- 2112年哆啦A夢的誕生（哆啦王）
- 美少女戰士SuperS：夢想黑洞的奇蹟（黛安娜）

1999年
- 少女革命歐蒂娜：思春期默示錄（高槻枝織）

2001年
- 櫻花大戰 活動寫真（日语：サクラ大戦 活動写真）（愛麗絲〈伊莉絲·霞德布莉安〉[34]）

2002年
- （真理子[35]）

2003年
- 哆啦A夢：大雄與風之使者（小純[36]）

2007年
- 馬西利特博士 阿拉蕾（則卷卡斯拉）

2011年
- 劇場版 Suite 光之美少女♪：奪取回來！連結心中的奇蹟旋律♪（克雷仙多）
- 超能奇兵：進化 TAO（寺田綾瀨）

2012年
- 超能奇兵：進化 QUAN（寺田綾瀨）

2013年
- 劇場版 聖☆哥傳（大輔的媽媽）
- 劇場版 DokiDoki！光之美少女：小愛结婚了!!?連結未來的希望禮服（夏露露）
- 劇場版 光之美少女 All Stars New Stage2：心之朋友（夏露露）

2014年
- 劇場版 光之美少女 All Stars New Stage3：永遠的朋友（夏露露）

2019年
- ONE PIECE STAMPEDE（培羅娜[37]）

### OVA
1987年
- 魔女俱樂部4人组 來自亞空間的外星人X（日语：ぴえろ魔法少女シリーズ）（女孩子）

1988年
- 小助與力丸 -高平島的龍-（日语：小助さま力丸さま -コンペイ島の竜-）（櫻子[38]）

1989年
- 真魔神英雄傳（鍛冶部登）
- ProjectA子 完結篇（女學生B）

1990年
- 綠野原迷宮（日语：緑野原迷宮）（法雷）

1991年
- 大盜五右衛門 次元城的惡夢（日语：がんばれゴエモン 次元城の悪夢）（手下、溫比）
- （瑪莉可）
- 白龍傳說（日语：ドラゴンフィスト）（交野冬香）
- BURN-UP（由香）

1992年
- 機神兵團（日语：機神兵団）（隊長）
- 絕愛 -1989-（日语：絶愛-1989-）（泉蘆香）
- 巴比倫2世（雷亞）

1993年
- Genocyber 虛界之魔獸（日语：ジェノサイバー）（梅爾）
- 幸運騎士 在世間的幸運冒險者們（日语：フォーチュン・クエスト）（露美）
- MOLDIVER（日语：モルダイバー）（薇薇安）

1994年
- 南國少年奇小邪（栗子）
- 莉卡與山貓：星星之旅（日语：リカちゃん人形）（沙奇）

1996年
- BRONZE ZETSUAI since 1989（日语：絶愛-1989-）（泉芦香）
- TWIN SIGNAL（音井實）
- 轉學生（日语：転校生 (アニメ)）（藤野真美）
- MAZE☆爆熱時空（米克斯）

1997年
- AIKa（黑德魯莫領袖）
- （中島加代子）
- 櫻花大戰 櫻華絢爛（愛麗絲〈伊莉絲·霞德布莉安〉）

1998年
- 下級生（緹娜）

1999年
- 櫻花大戰 轟華絢爛（愛麗絲〈伊莉絲·霞德布莉安〉）
- 兵蜂PARADISE（溫比）
- 日本動畫創立25週年特別企劃 ～The History of Nippon Animation「蜜蜂瑪雅歷險記（日语：みつばちマーヤの冒険）」（瑪雅）

2002年
- 少女歌手 ～思想曲～（日语：カナリア 〜この想いを歌に乗せて〜）（矢萩瀨奈）
- 機動戰士鋼彈SEED ASTRAY（羅蕾塔·亞哲）
- 櫻花大戰 神崎菫 引退紀念（日语：サクラ大戦 神崎すみれ 引退記念 す・み・れ）（愛麗絲〈伊莉絲·霞德布莉安〉）

2004年
- INTERLUDE（日语：インタールード (ゲーム)）（木村千佳）

2008年
- 七龍珠 唷！孫悟空與夥伴們歸來了!!（日语：ドラゴンボール オッス!帰ってきた孫悟空と仲間たち!!）（葛瑞）

2009年
- 名偵探柯南 MAGIC FILE3 新一與小蘭 麻將牌與七夕的回憶（小學老師）

2011年
- 英雄傳說 空之軌跡 THE ANIMATION（蕾恩）

2012年
- 聖☆哥傳（良太的媽媽）

### 網路動畫
- 惡魔君（2023年，幽子）

### 遊戲
1990年
- 雀偵物語2 宇宙偵探帝邦 出動篇（元子）

1992年
- 神通小精靈（美莫拉）[注 3]

1993年
- Yumimi Mix（日语：ゆみみみっくす）（森下理惠）

1994年
- 對戰方塊（日语：対戦ぱずるだま）（溫比、蘋果老師）
- 露娜 永恆之藍（露比）

1995年
- 美少女雀士 Special（日语：アイドル雀士スーチーパイ）（河本小百合）
- 美少女雀士 Limited（河本小百合）
- 美少女雀士 Remix（河本小百合）
- 遊戲天國（伊藤由紀 等）
- 兵蜂呀呼！在不可思議的國家大受歡迎！（日语：ツインビーヤッホー! ふしぎの国で大あばれ!!）（溫比、長笛）
- 兵蜂呀呼來了！DELUXE PACK（日语：出たなツインビーヤッホー! DELUXE PACK）（溫比、妖精長笛）
- 哆啦A夢：友情傳說七小子（日语：ドラえもん 友情伝説ザ・ドラえもんズ）（王哆啦）
- 別認輸了！魔劍道2（日语：負けるな!魔剣道）（馬恩普、糖精）

1996年
- 美少女雀士II Limited（河本小百合、乳白餡餅）
- 櫻花大戰（愛麗絲〈伊莉絲·霞德布莉安〉[39]）2作品
- 特勤機甲隊FX（塞爾瑪·薛瑞）
- 美少女戰士SuperS 真·主角爭奪戰（日语：美少女戦士セーラームーン (ゲーム)）（黛安娜）
- 古大陸物語FX（日语：ファーランドシリーズ）（里莎）

1997年
- 妖精狩獵者 -完全版-（米莉亞[40]）
- 妖精狩獵者 -花札篇-（米莉亞[40]）
- 下級生（緹娜）
- 櫻花大戰 蒸汽廣播秀（愛麗絲）
- 櫻花大戰 花組對戰（日语：花組対戦コラムス）（愛麗絲）
- 櫻花大戰 花組通訊（日语：サクラ大戦 花組通信）（愛麗絲）
- 冒險奇譚（蘇）
- 龍召還娘（KI）
- 古大陸物語 ～四個封印～（里莎、梅爾）
- 偶像聲音精選 ～Pool Bar Story～[41]
- 金屬天使3（鈴宮奈奈美[41]）
- 悠久幻想曲（日语：悠久幻想曲）（美樂蒂·辛克雷亞）

1998年
- GUN甘巴雷！遊戲天國（伊藤由紀 等）
- 櫻花大戰2 ～願君平安～（愛麗絲）
- 櫻花大戰 帝擊畫報（愛麗絲）
- 龍召還娘外傳（KI[40]）
- 美少女雀士大冒險 心動夢魘（河本小百合、乳白餡餅）
- 超魔神英雄傳 ANOTHER STEP（日语：超魔神英雄伝ワタル ANOTHER STEP）（忍部也）
- 兵蜂RPG（日语：ツインビーRPG）（溫比、蘋果老師）
- 孿生物語（日语：ツインズストーリー きみにつたえたくて…）（鹿野楓）
- 貓犬協奏曲（露雷亞·普莉絲）
- 露娜2 永恆之藍（露比）

1999年
- 一起打造美少女雀士♥（乳白餡餅）
- 危機世代（日语：デバイスレイン）（壬生由佳里）
- 護士物語（青山目高）
- 神奇傳說 遠征奧德賽（艾咪）

2000年
- 大神一郎奮鬥記 ～來自櫻花大戰歌謠秀「紅蜥蜴」～（愛麗絲）
- 櫻花大戰 花組對戰2（日语：サクラ大戦 花組対戦コラムス2）（愛麗絲）
- 動畫冠軍（日语：ビシバシチャンプ）（波隆）
- 幻想的亞緹米絲（日语：幻想のアルテミス）（姬島萌）

2001年
- 少女歌手 ～思想曲～（日语：カナリア 〜この想いを歌に乗せて〜）（矢萩瀨奈）
- 櫻花大戰3 ～巴黎在燃燒嗎～（愛麗絲〈伊莉絲·霞德布莉安〉[42]）

2002年
- 美少女雀士III（乳白餡餅）
- Only you -熱鬥學園-（穆夏·卡列尼娜）
- 櫻花大戰4 ～戀愛吧少女～（愛麗絲）
- 幻想傳奇 Vol.1（日语：テイルズ オブ ファンダム Vol.1）（瑪麗亞·亞爾貝因）

2003年
- INTERLUDE（日语：インタールード (ゲーム)）（木村千佳）
- 櫻花大戰 ～熾熱之血～（愛麗絲）

2004年
- 中華雀士天和牌娘（日语：ちゅ〜かな雀士てんほー牌娘）（狸子）

2005年
- 青青校樹3 Hello Good-Bye（日语：グリーングリーン3 ハローグッバイ）（天神花月）
- 復活邪神 -Minstrel Song-（日语：ロマンシング サガ -ミンストレルソング-）（瑪琳）

2006年
- 幻想傳奇 -全語音版-（瑪麗亞·亞爾貝因）
- 春天的足音（篠宮智夏）

2007年
- 美少女雀士III Remix（乳白餡餅）
- 美少女雀士IV（乳白餡餅）
- 英雄傳說 空之軌跡 the 3rd（蕾恩）
- 英雄傳說 空之軌跡SC（蕾恩）[注 4]
- 不平衡抽籤 會長拜託了Fight☆（日语：くじびきアンバランス 会長お願いすま〜っしゅファイト☆）（上石神井蓮子）
- 里約天堂（日语：リオパラダイス）（薄荷）

2008年
- 怪博士與機器娃娃（則卷卡斯拉）
- 戲劇性迷宮 櫻花大戰 ～因為有你～（日语：ドラマチックダンジョン サクラ大戦 〜君あるがため〜）（愛麗絲）
- 魔喚精靈（蕾恩[43]）

2010年
- 美少女雀士IV 攜～帶版（乳白餡餅）
- 英雄傳說 零之軌跡（蕾恩）
- 伊蘇vs.空之軌跡 Alternative Saga（蕾恩）
- ONE PIECE 大決戰！（日语：ONE PIECE ギガントバトル!）（培羅娜）

2011年
- ONE PIECE 大決戰！2 新世界（日语：ONE PIECE ギガントバトル! 2 新世界）（培羅娜）
- ONE PIECE ONEPY B MATCH W（日语：ワンピーベリーマッチ）（培羅娜）

2012年
- 英雄傳說 零之軌跡 Evolution（蕾恩）[44]）
- 新娘夢工廠（日语：嫁コレ）（蕾恩）

2013年
- ONE PIECE 海賊無雙2／3（2013年—2015年，培羅娜[45]）2作品
- DokiDoki！光之美少女 變裝生活！（夏露露）

2014年
- CV ～CASTING VOICE～（日语：CV 〜キャスティングボイス〜）（若杉奈奈子[46]）
- J-STARS Victory VS（日语：ジェイスターズ ビクトリーバーサス）（則卷卡斯拉）
- ONE PIECE 超級偉大航路之爭X（培羅娜）

2015年
- 波波羅古洛伊斯牧場物語（日语：ポポロクロイス牧場物語）（羅瑪莉亞[47]）

2016年
- 鎖鏈戰記 ～絆之新大陸～（愛麗絲[48]）

2019年
- 超七龍珠英雄 世界任務（卡斯拉機器人）
- 魔法氣泡!! Quest（日语：ぷよぷよ!!クエスト）（卡斯拉[49]）
- 哥德系魔法少女 ～快和我訂下契約！～（愛麗絲[50]）
- 夢幻模擬戰 Mobile（愛麗絲）

2020年
- 七龍珠Z 卡卡洛特（卡斯拉）

### 廣播劇CD
- 惡魔君 世界綜藝 看不見的學校 惡魔教室（幽子）
- 英雄傳說 空之軌跡系列（蕾恩）
  - ～維繫的羈絆～
  - the 3rd ～靈魂的烙印～
  - 約書亞物語 ～封印的記憶～
  - 緹妲物語 ～相連的情感～
  - ～噬身之蛇報告書～
- NG騎士檸檬汽水&40EX2 飄搖動盪銀河帝國大混戰！（日语：NG騎士ラムネ&40EX2 ユラユラ銀河帝国大混戦!）
- 賽車女神龍（日语：オーバーレブ!）（片山愛香）
- CANCAN BUNNY（坂本春菜）
- GS美神 各作品（六道冥子）
- 夢回綠園（渡邊由樹、蓮川菫）
- 超能奇兵20週年紀念資料專集 特典廣播劇CD（寺田綾瀨[51]）
- 兵蜂PARADISE（溫比、天使電腦、蘋果老師）
- 魔神英雄傳外傳 CD劇場 純純火美子 第一卷—第四卷（日语：魔神英雄伝ワタル (ラジオ)#CDシネマ 魔神英雄伝ワタル外伝 ピュアピュアヒミコ）（羅莉可）
- 守護月天！（七梨小百合）
- MOON PRINCESS（瑪納）
- RUMBLE FISH（日语：ランブルフィッシュ (小説)）（奈緒老師）
- Luna Secret（小夜子）
- 摔角天使 新女恒例！波亂必至的大忘年會 IN 下呂溫泉（日语：レッスルエンジェルス）（Cutie金井）
- WILD ADAPTER 04（日语：WILD ADAPTER）（莉加）

### 外語配音

#### 電影
- 勇闖魔鬼城（英语：If Looks Could Kill (film)） ※VHS版。
- 看誰在說話3（英语：Look Who's Talking Now）

### 舞台
- 櫻花大戰 歌謠Show（愛麗絲〈伊莉絲·霞德布莉安〉）
- 遊遊團Blanchat★Veil第4回公演（桃子）
- 劇團21世紀FOX（日语：劇団21世紀FOX）公演
  - 「愛麗絲夢遊仙境」（愛麗絲）
  - 「月夜與風琴」（奧麗葉）
  - 「森乃女學院千一夜物語」

### 電視節目
- 歌番（歌丸君）
- 草野☆KID（日语：草野☆キッド）（旁白／朝日電視台）[注 5]
- "笑"時間（日语："笑"たいむ）（旁白／NHK-BS2）
- 不可思議大調查（日语：ふしぎ大調査）（克羅彼）

### 電影
- 母親（2008年）

### 人偶劇
- 兒童布偶劇場（日语：こどもにんぎょう劇場）
- （下落合乙女）

### 廣播節目
- 魔神英雄傳外傳 純純火美子（日语：魔神英雄伝ワタル (ラジオ)#魔神英雄伝ワタル外伝 ピュアピュアヒミコ）（洛莉可）
- 我親愛的瑪麗（日语：ぼくのマリー）（機器人·零）

### 廣播劇
- 青山二丁目劇場（日语：青山二丁目劇場）
  - 幸福的三丁目（日语：三丁目の夕日） 「貓的忌日」「下駄的一生」「幽靈修行」（夕子）
  - （梅子）
  - （花子）
  - （千夏）
- 秀逗魔導士EX.3 ～加油吧！死靈術士～（維妮）
- 青春冒險（日语：青春アドベンチャー）『伊莎的船』（聲音演出）
- 女神天國（日语：女神天国）（普琳）

### 廣告
- 鈴木Hustler（則卷卡斯拉）
  - 篇（2014年9月11日—11月12日）[52]
  - 篇（2014年11月12日—12月25日）

### 其它
- 奴隷戰士瑪雅（水谷瑪雅）
- 魔法氣泡 腦～天SPECIAL（半龍子）[注 6]

## 音樂作品

### 角色歌曲
| 發行日期 | 標題                    | 名義                          | 曲名            | 備註                                                 |
| 1990年   | 1990年                  | 1990年                        | 1990年          | 1990年                                               |
| -------- | ----------------------- | ----------------------------- | --------------- | ---------------------------------------------------- |
| 12月21日 | 神通小精靈 名曲集       | 美莫拉（西原久美子）          | 「Sweet Magic」 | 電視動畫《神通小精靈》插入歌                         |
| 1994年   |                         |                               |                 |                                                      |
| 1月21日  | GS美神 美麗的逃亡者系列 | 六道冥子（西原久美子）        | 「」            | 電視動畫《GS美神》角色歌曲                           |
| 1996年   |                         |                               |                 |                                                      |
| 12月18日 | 櫻花大戰 帝擊歌謠全集   | 愛麗絲（西原久美子）          | 「」            | 遊戲《櫻花大戰》角色歌曲                             |
| 1998年   |                         |                               |                 |                                                      |
| 7月17日  | 悠久幻想曲 角色歌曲系列 | 美樂蒂·辛克雷亞（西原久美子） | 「」            | 遊戲《悠久幻想曲》角色歌曲                           |
| 1999年   |                         |                               |                 |                                                      |
| 6月9日   | 神風怪盜貞德 形象專輯   | 菲·翡雪（西原久美子）         | 「」            | 電視動畫《神風怪盜貞德》角色歌曲                     |
| 2000年   |                         |                               |                 |                                                      |
| 10月12日 |                         | 美樂蒂·辛克雷亞（西原久美子） | 「」            | 遊戲《悠久幻想曲 悠久組曲 All Star Project》角色歌曲 |

## 腳註

## 外部連結
- 西原久美子｜青二Production （日語）
- （日語）—西原久美子的官方個人部落格。
- LiddelProject （日語）—西原久美子的官方個人部落格（舊）。
- 和泉亭神崎屋 （日語）
- Kumiko Land，存于 （日語）